# Бяла-Подляска
Бя́ла-Подля́ска (Белая Подляская) (пол. Biała Podlaska, бел. Белая / Белая Падляшская, укр. Біла Підляська) — город в Польше, входит в Люблинское воеводство. Занимает площадь 49,46 км². Население — 57 471 человек (на 2014 год).

## География
Город размещается на стыке Южноподлясской низины и Западного Полесья. По состоянию на 1 января 2009 года площадь города составляла 49,4 км² и являлась самой большой среди городов Южного Подлясья.
Через город протекает несколько рек, из которых крупнейшей является Кшна — левый приток Западного Буга; а также её притоки Клюковка и Рудка.

## История
Первое упоминание относится к 1345 году. В XVI веке поселение упоминается как Белая Радзивилловская (пол. Biała Radziwiłłowska), или Белая Княжеская (пол. Biała Książęca). В 1569 году Белая перешла по наследству от Ильиничей к Радзивиллам в лице князя Николая Сиротки.
В 1633 году несвижский ординат Александр Людвик Радзивилл перенёс свою основную резиденцию из Несвижского замка в Бялу как имение, наиболее приближенное к Варшаве. Строительство замка продолжалось в течение всего XVII века. Окончательный вид Бяльский замок приобрёл в середине XVIII века при братьях Иерониме Флориане и Михаиле Казимире Радзивиллах.
Во времена Речи Посполитой город входил в состав Брестского воеводства. В 1837—1841 годах — в составе Подлясской губернии, в дальнейшем — уездный город Седлецкой губернии.
В 1890 году численность населения составляла 10 029 человек, здесь действовали мыловаренный завод, 2 кожевенных завода, пивоваренный завод, мужская гимназия, учительская семинария, 2 детских приюта, 2 начальных училища и больница; в предместье города была построена фабрика сапожных деревянных гвоздей.
В 1919—1939 годах входил в Люблинское воеводство. После немецкой оккупации Польши в сентябре 1939 года — в составе «генерал-губернаторства».
После освобождения советскими войсками в 1944 году были проведены работы по расширению аэродрома с удлинением взлётно-посадочной полосы.
В 1946—1975 годах входил в Люблинское воеводство. В 1975—1998 годах город являлся центром Бялоподлясского воеводства.

## Достопримечательности
- Церковь Рождества Пресвятой Богородицы (Бяла-Подляска);
- Дворцово-парковый комплекс Радзивиллов: хотя сам княжеский дворец был снесён в 1883 г., уцелели несколько башен XVII века, флигели, часовня 1620 года, бастионы староголландского типа.
- Жилые дома конца в стиле эклектика XIX — начала XX вв.;
- Костёл Св. Анны 1572 г.;
- Костёл Св. Антония 1672 г.;
- Памятник Ю. И. Крашевскому 1928 г.;
- Музей Южного Подлясья;
- Деревянные виллы по ул. Нарутовича, Колеёвой и Зелёной;
- Еврейское кладбище XVIII в.;
- Аустерия 1777 г.;
- Здание магистрата 1835 г.;
- Кладбище немецких и австрийских военных времён Первой мировой войны

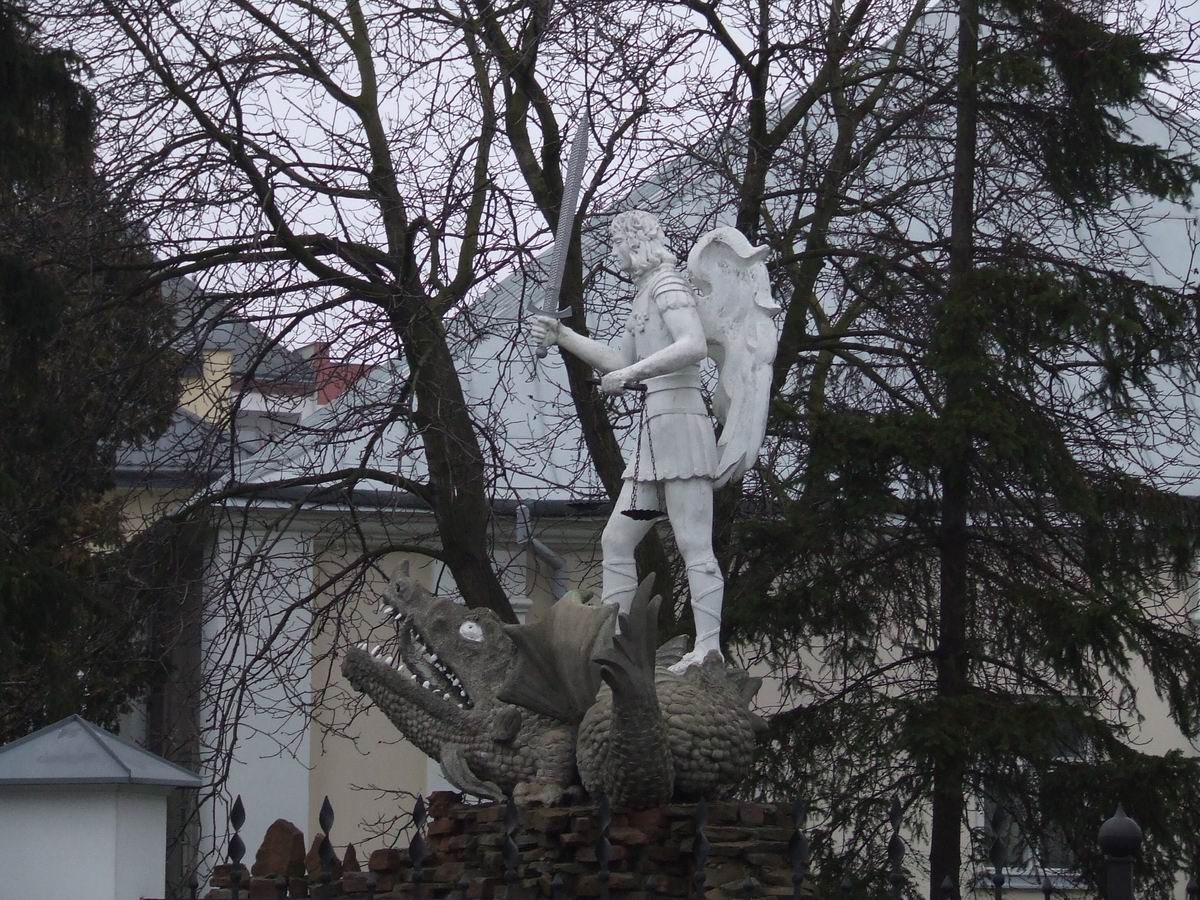
Памятник символу города — Михаил Архангел на побеждённом змее
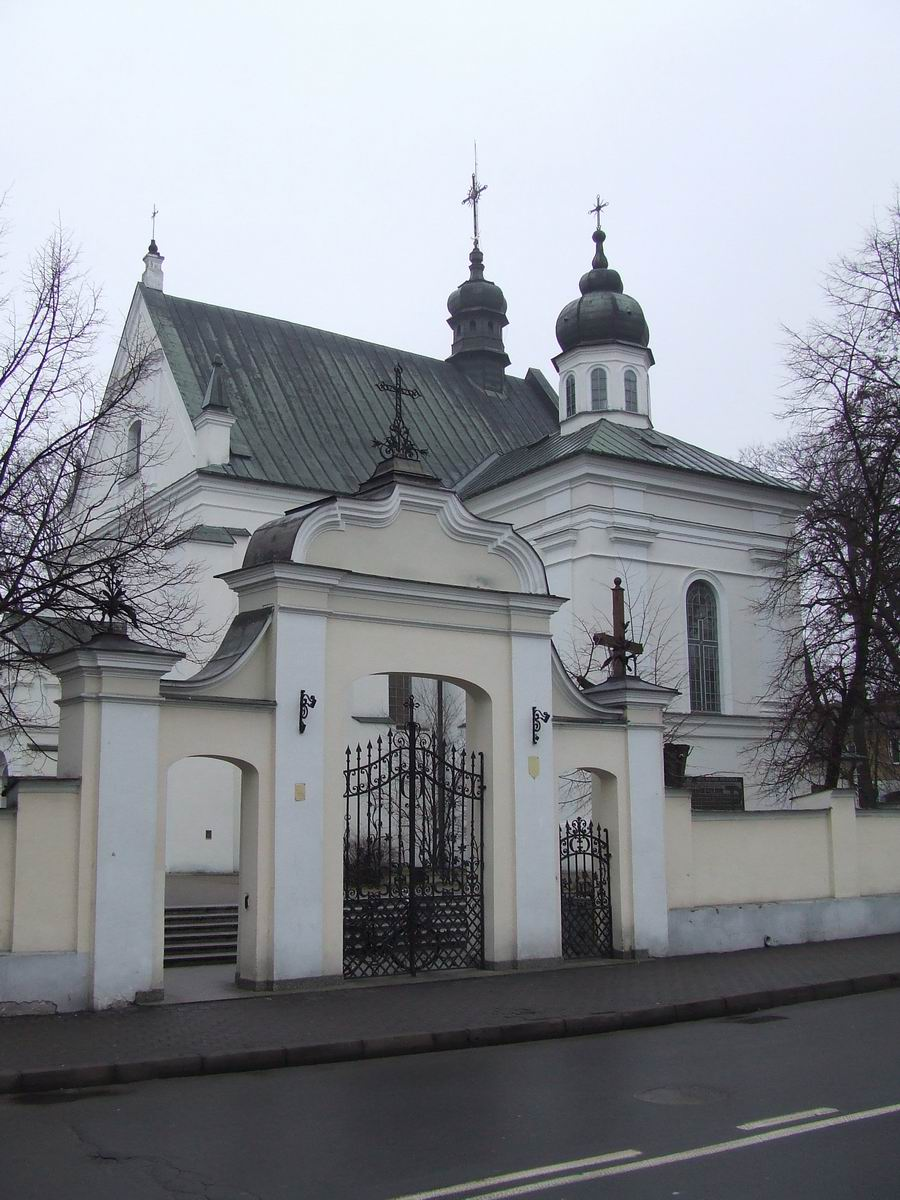
Костёл св. Анны (1572), изначально арианский
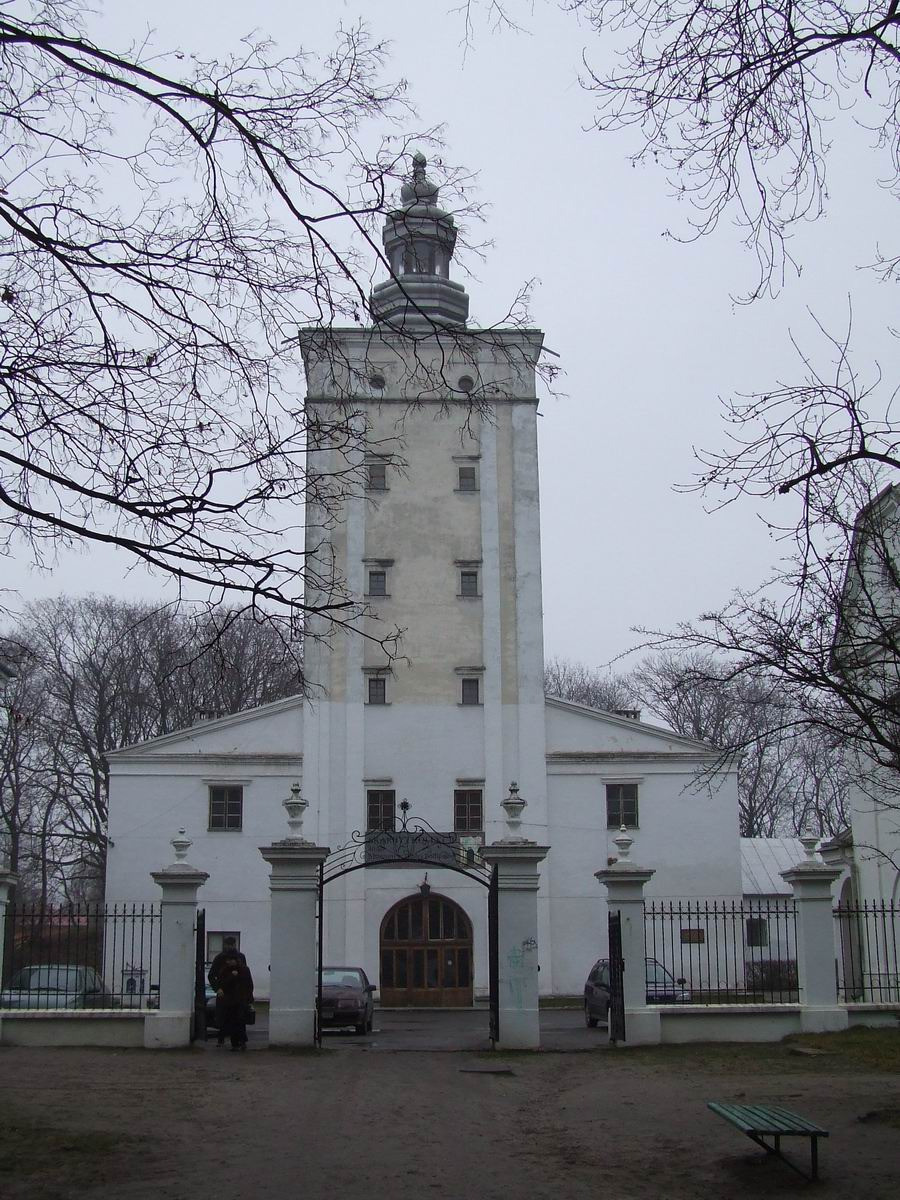
Замковая башня со стороны парка
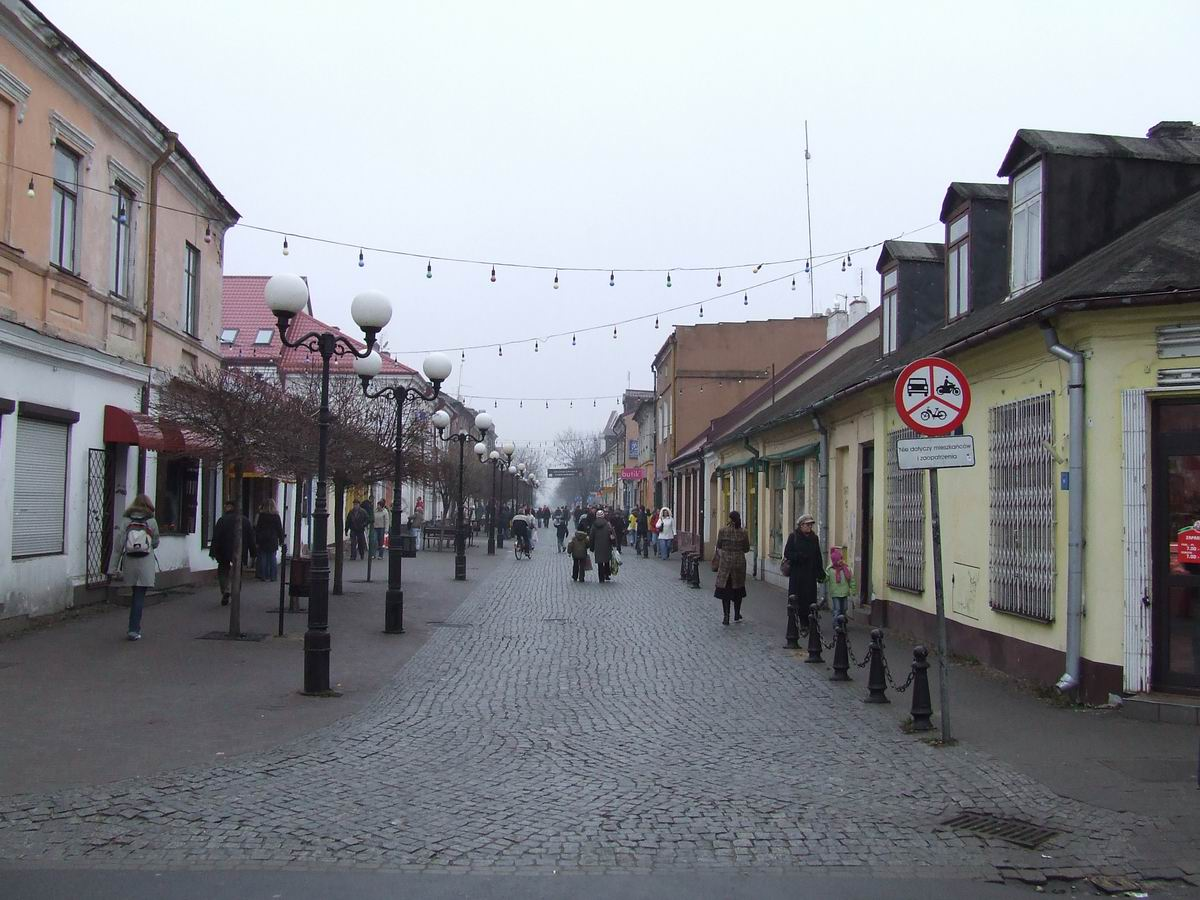
Брестская улица
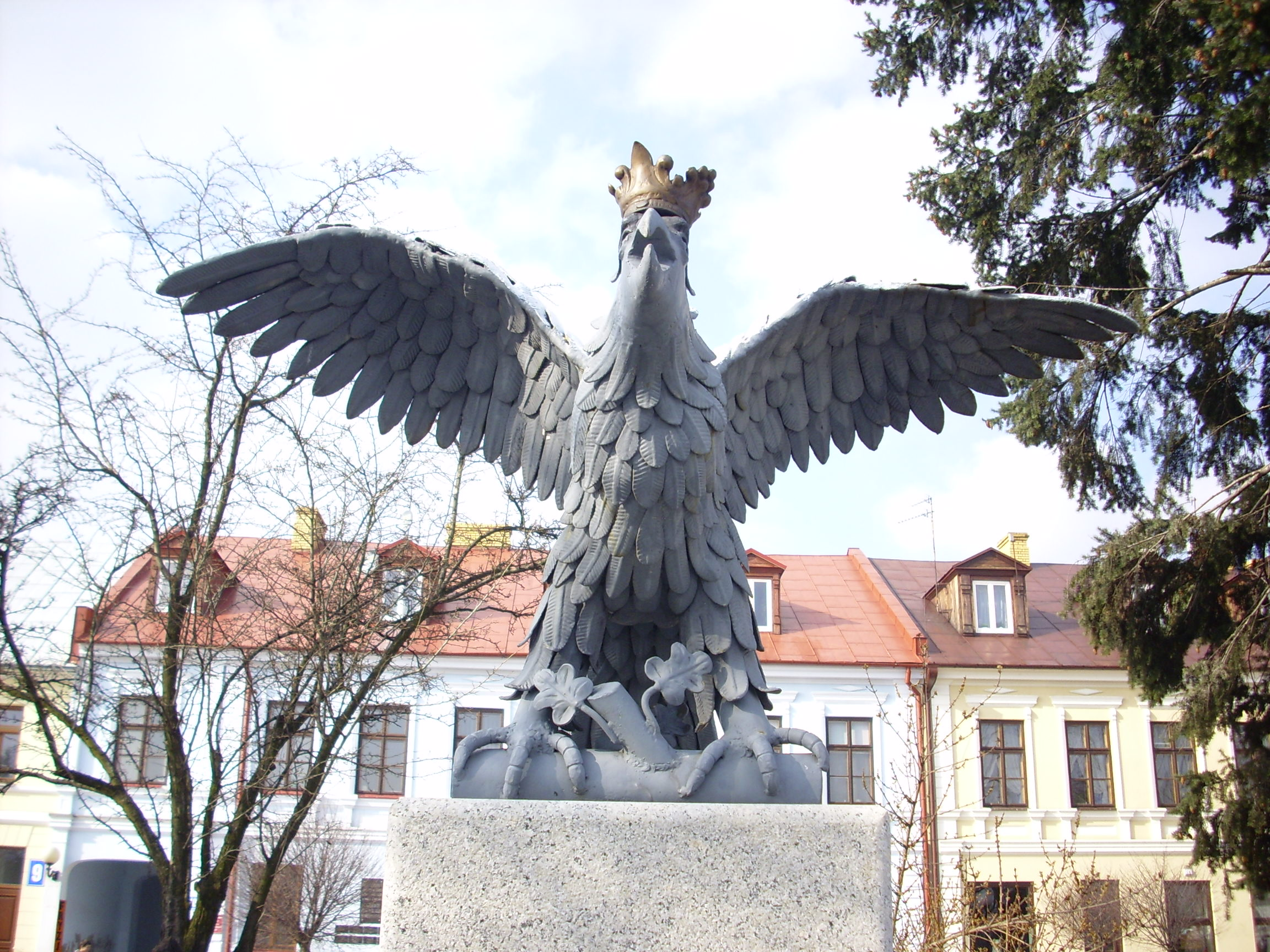
Памятник на площади Свободы
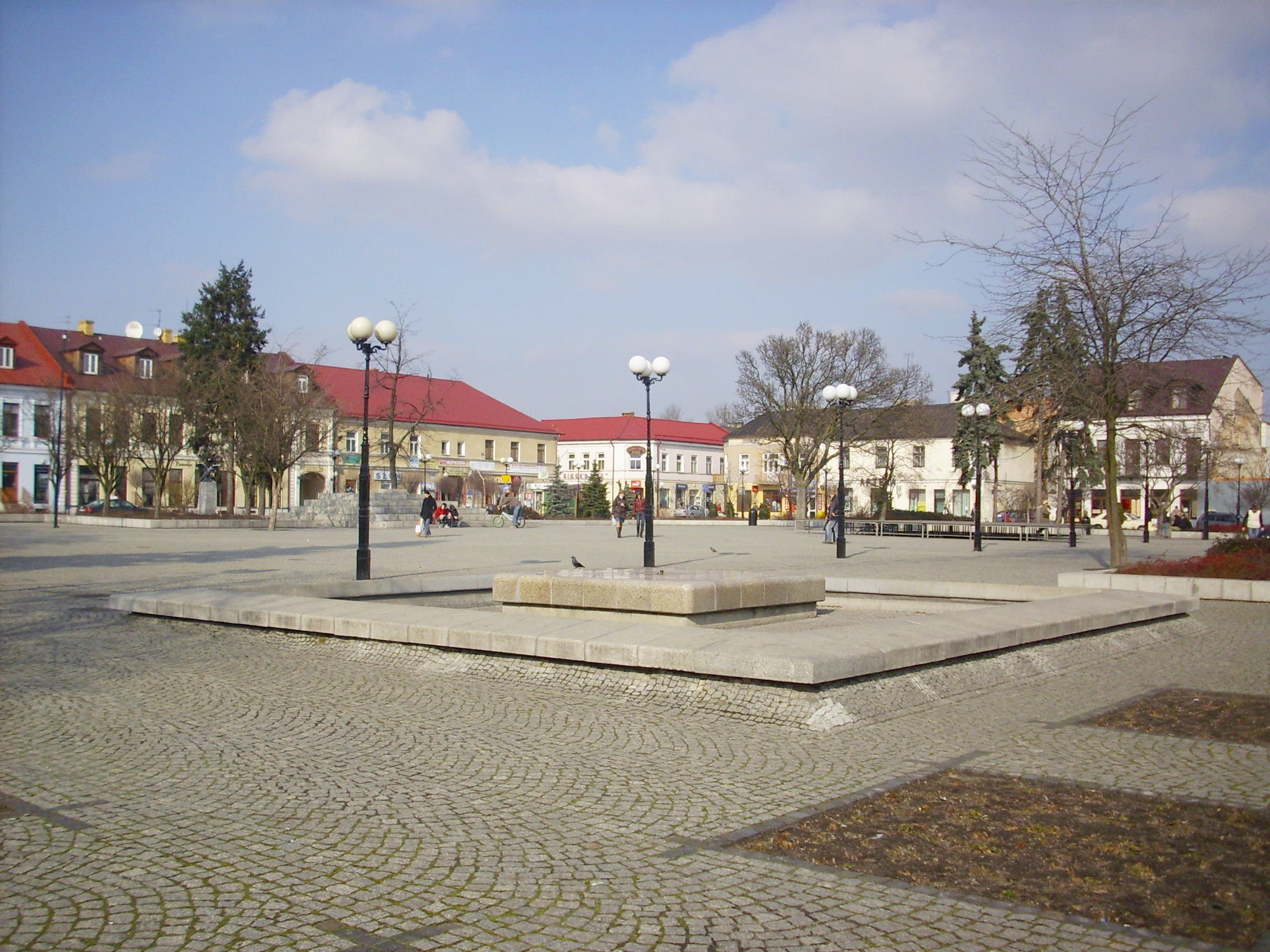
Главная площадь (площадь Свободы)
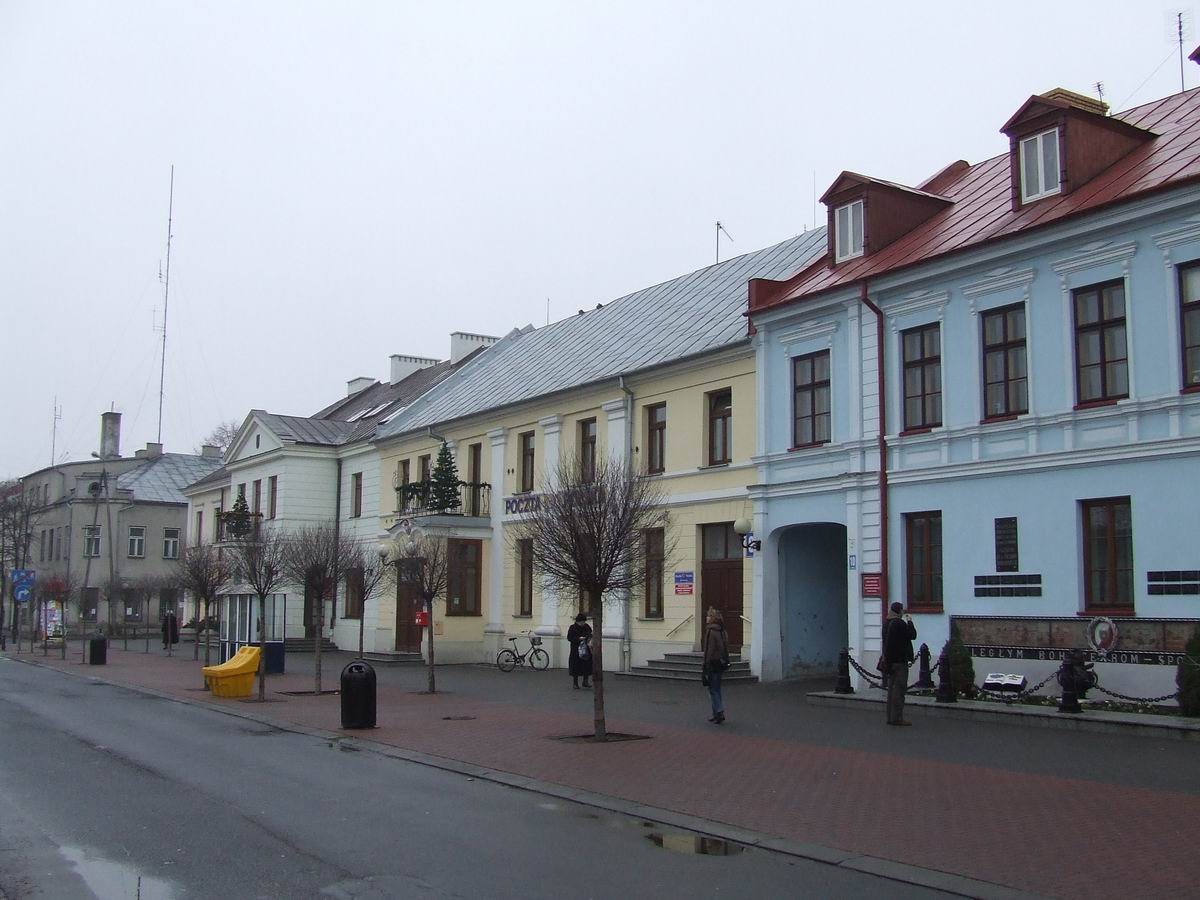
Дома рядом с площадью
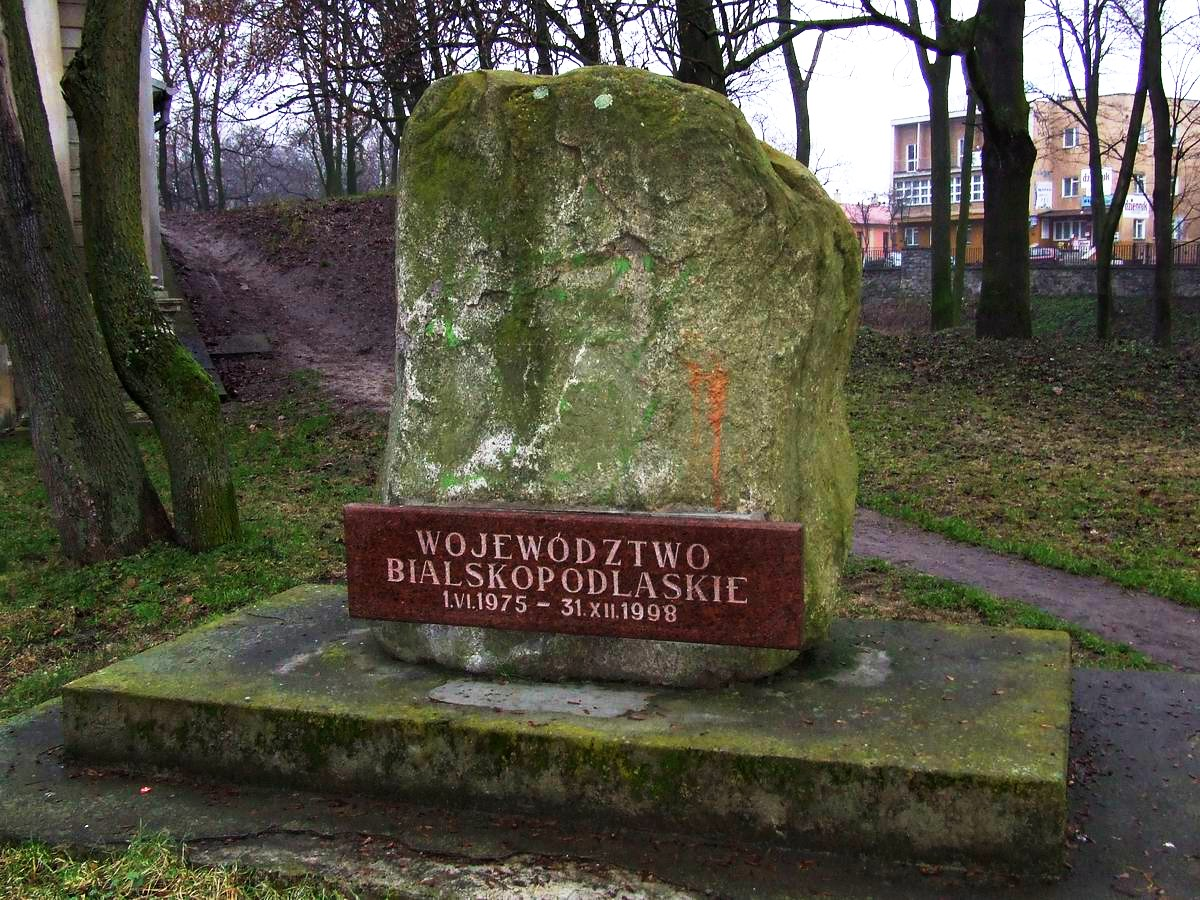
Камень в память о Бяльскоподляском воеводстве

## Достижения
Бяла-Подляска являлась Велосипедной столицей Польши (Rowerowa Stolica Polski) в 2011, 2013, 2016, 2018, 2016.

## Образование
В городе функционирует 11 начальных школ, 9 гимназий, в том числе 6 публичных и 1 католическая, 6 общеобразовательных лицеев, 2 техникума, а также музыкальная школа имени Фредерика Шопена.
Высшие учебные заведения:
- Бяльская Академия им. Папы Римского Иоанна Павла II;
- Филиал Академии физического воспитания в Варшаве;
- Факультет транспорта и электроники Технолого-гуманитарного университета им. Казимира Пулавского в Радоме;
- Колледж Университета Марии Кюри-Склодовской в Люблине (в настоящее время закрыт).

## Города-побратимы
- Брест (Беларусь).
- Барановичи (Беларусь).
- Ньор (Франция).
- Смоленск (Россия).